# Château de Kinfauns
Le château de Kinfauns est un château du XIXe siècle situé dans le village écossais de Kinfauns, Perth et Kinross. Il est de style gothique crénelé, avec une légère asymétrie typique du géorgien écossais. Il se dresse sur une terrasse surélevée face au sud sur la rivière Tay. La maison est protégée en tant que bâtiment classé de catégorie A et les terrains sont inclus dans l'inventaire des jardins et des paysages conçus en Écosse.

## Histoire

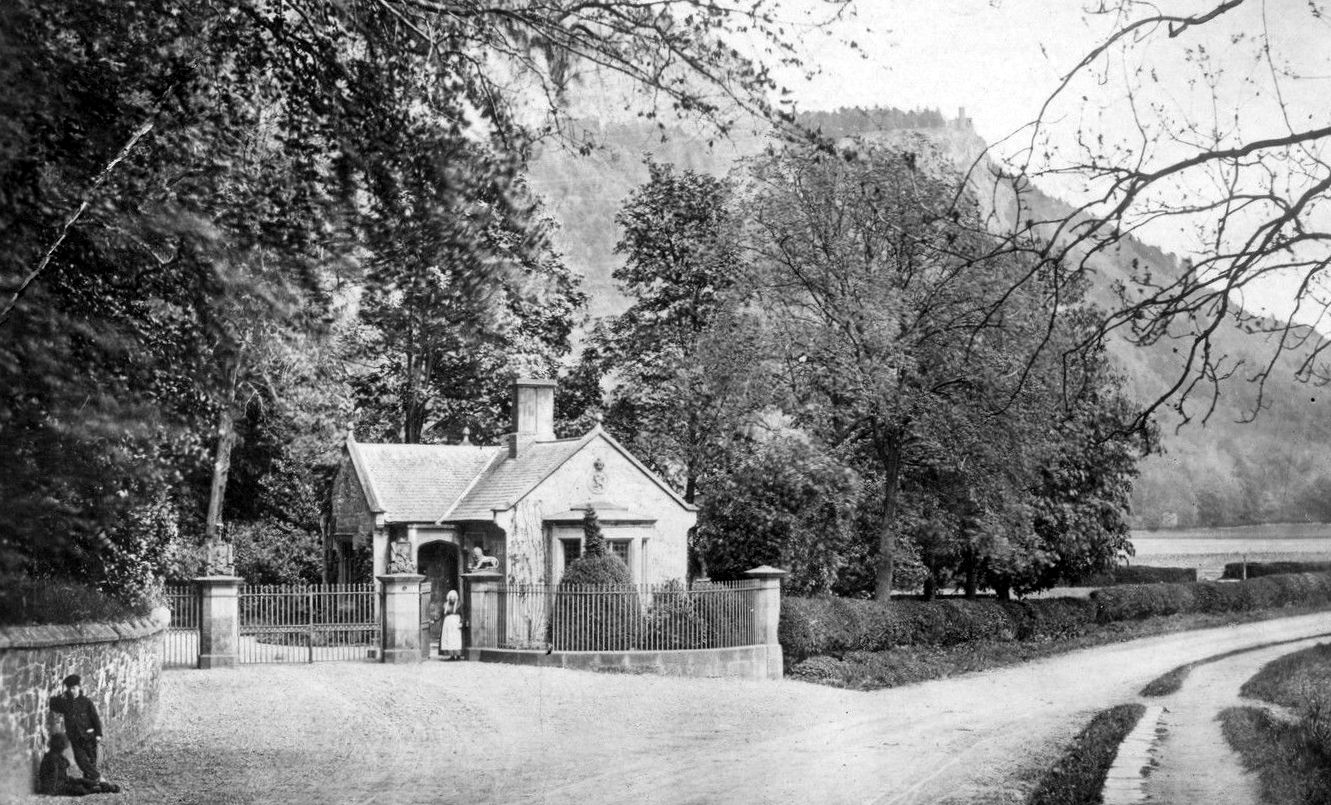
Maison de gardien du château, vers 1840. La route en vue ici a été remplacée par l'A85, près de sa jonction avec la M90 et l'A90. Le bâtiment maintenant modifié est aujourd'hui une maison

En récompense de ses services lors de la prise de Perth en 1313, Thomas de Longueville se voit concéder des terres à l'est de Perth par Robert Bruce. Thomas épouse l'héritière de Charteris de Kinfauns et change son nom en Charteris. Il construit un château nommé Kinfauns Castle sur les terres concédées. Sa famille a une querelle de longue date avec les Ruthvens de Perth et en 1552, John Charteris est assassiné par les Ruthvens sur High Street (Royal Mile) à Édimbourg. La propriété passe de la famille Charteris aux Carnegies et de là aux Blairs. On pense que l'épée de Charteris se trouve toujours dans le château.
L'ancien domaine et l'ancien château passent dans la famille Gray lorsqu'une héritière Blair épousa le 11e Lord Grey en 1741. Le château actuel est conçu par Robert Smirke et construit entre 1822 et 1826 par Francis Gray, 14e Lord Gray, sur le site d'une place forte médiévale. Il passe aux comtes Stuart de Moray en 1878 et descend dans cette famille au 17e comte de Moray. Il commande plusieurs améliorations; le jardin clos et la maison du jardinier sont conçus par Francis William Deas en 1910. Après la mort du 17e comte en 1930, le domaine devient la propriété de Scottish Estates Ltd, qui vend la plupart des terres au coup par coup.
La maison et le terrain restant sont actuellement occupés par la femme d'affaires écossaise Ann Gloag, cofondatrice de la société Stagecoach.
Lors de la préparation de l'ouverture de Dundee and Perth Railway en 1847, Lord Grey ne permet à la ligne de traverser son domaine que pour un montant alors élevé de 12 000 £.

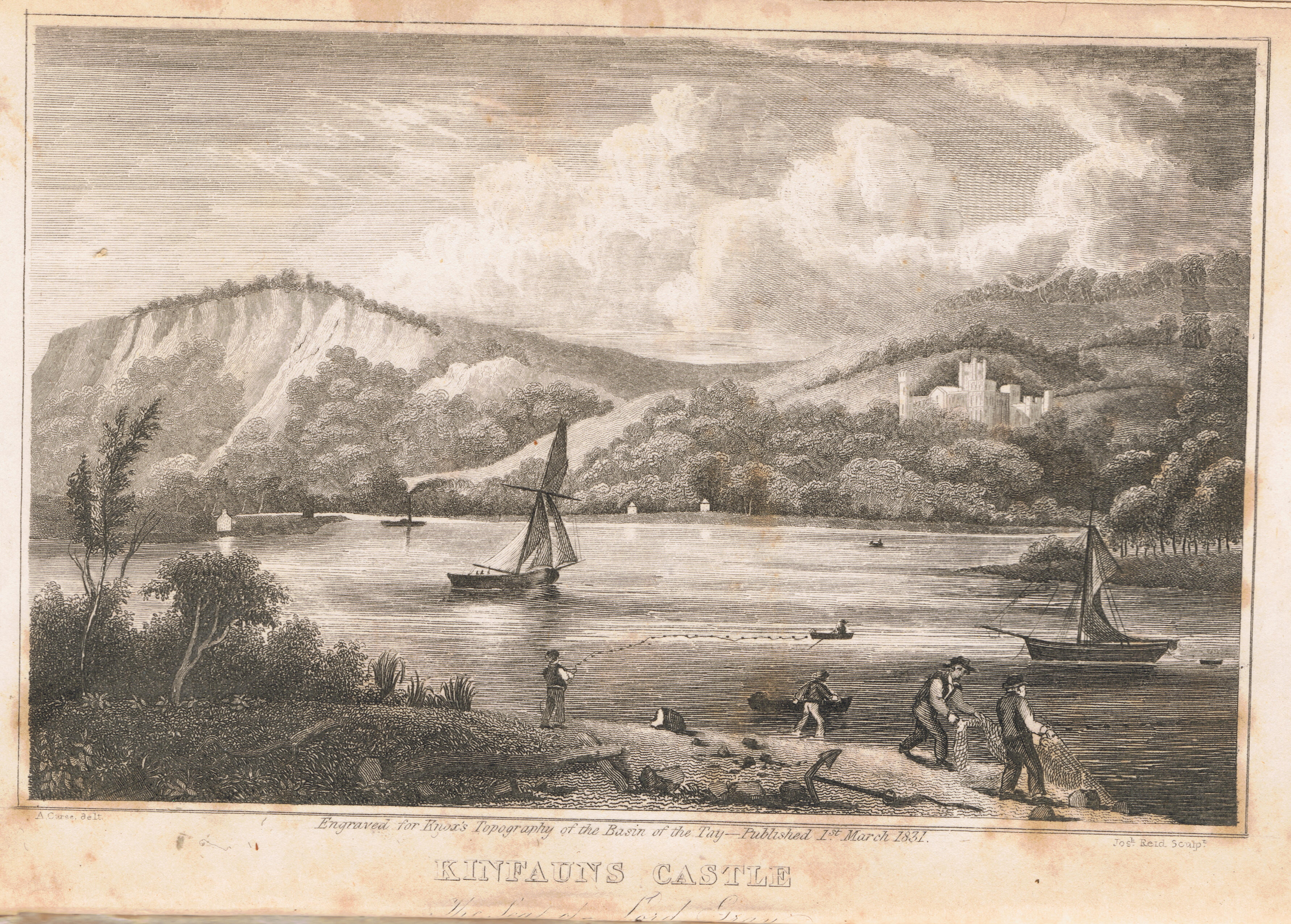
Château de Kinfauns, gravé par J. Reid d'après Alexander Carse, dans la Topography of the Basin of the Tay de James Knox, 1831.